# Fuentelencina
Fuentelencina – gmina w Hiszpanii, w prowincji Guadalajara, w Kastylii-La Mancha, o powierzchni 44,3 km². W 2011 roku gmina liczyła 326 mieszkańców.